# Polski Songbook vol. 2 - Nasze pokolenie
Polski Songbook vol. 2 - Nasze pokolenie – album studyjny polskiego piosenkarza Krzysztofa Krawczyka. Wydawnictwo ukazało się 18 września 2012 roku nakładem wytwórni muzycznej EMI Music Poland. Płyta została nagrana pomiędzy listopadem 2010 a marcem 2012 roku w K&K Studio w Poznaniu we współpracy z producentami Andrzejem Kosmalą i Ryszardem Kniatem.
Nagrania dotarły do 41. miejsca zestawienia OLiS.

## Lista utworów
Opracowano na podstawie materiału źródłowego. 
1. "Pokolenie" (Bartosz Wielgosz, Jacek Cygan)
2. "Sen o Warszawie" (Czesław Niemen, Marek Gaszyński)
3. "Gdzie się podziały tamte prywatki" (Ryszard Poznakowski, Marek Gaszyński)
4. "Płoną góry, płoną lasy" (Seweryn Krajewski, Janusz Kondratowicz)
5. "Niedziela będzie dla nas" (Zbigniew Podgajny, Jacek Grań)
6. "10 w skali Beauforta" (Krzysztof Klenczon, Janusz Kondratowicz)
7. "Wieczór na dworcu w Kansas City" (Andrzej Zielinski, Agnieszka Osiecka)
8. "Dziś prawdziwych Cyganów już nie ma" (Andrzej Zieliński, Agnieszka Osiecka)
9. "Powiedz stary gdzieś ty był" (Krzysztof Klenczon, Jan Świąć, Janusz Kondratowicz)
10. "Historia jednej znajomości" (Krzysztof Klenczon, Jerzy Kossela)
11. "W Arizonie" (Wiesław Machan, Janusz Odrowąż)
12. "Gdy nam śpiewał Elvis Presley" (Ryszard Kniat, Andrzej Kosmala)
13. "Kiedy byłem małym chłopcem" (Tadeusz Nalepa, Bogdan Loebl)
14. "Dwudziestolatki" (Józef Krzeczek, Włodzimierz Patuszyński)
15. "Obok nas" (Wojciech Piętowski, Janusz Odrowąż)
16. "Róbmy swoje" (Jerzy Wasowski, Wojciech Młynarski)